# Stephen Alan Brobbey
Stephen Alan Brobbey (* um 1941) ist ein ghanaischer ehemaliger Richter.

## Leben
Brobbey besuchte die Opoku Ware School und setzte seine Ausbildung an der Universität von Ghana fort, wo er 1966 seinen Bachelor of Laws (LLB) erwarb.
Er wurde 1967 als Anwalt zugelassen und praktizierte zunächst als Anwalt, bevor er dem Council for Law Reporting beitrat. Er verließ Ghana, um für ein Aufbaustudium nach Großbritannien zu gehen, und kehrte 1972 nach Ghana zurück. Im selben Jahr wurde er von der damaligen ghanaischen Regierung zum Bezirksrichter erster Klasse ernannt. Er übte dieses Amt bis 1979 aus, bevor er zum Kreisrichter ernannt wurde. 1981 trat er der simbabwischen Justiz als Rechtsberater im Rahmen der Technischen Zusammenarbeit des Commonwealth Trust Fund bei. Nach seiner Rückkehr von seinem Aufenthalt in Simbabwe nach Ghana im Jahr 1986 wurde er zum Richter am Obersten Gericht ernannt. 1991 folgte die Berufung zum Berufungsrichter und 2002 zum Richter am Obersten Gerichtshof Ghanas. Von 2004 bis 2006 amtierte er als Oberster Richter Gambias. Von 2006 bis zu seiner Pensionierung am 23. Mai 2012 nahm er sein Amt als Richter am Obersten Gerichtshof Ghanas wieder auf. Vor seiner Pensionierung war er Vorsitzender des Automatisierungsausschusses des ghanaischen Justizdienstes, dessen Kernaufgabe die Mechanisierung der Gerichte im ganzen Land ist. 2018 wurde er zum Vorsitzenden des Verwaltungsrats des Amtes für Wirtschafts- und organisierte Kriminalität (EOCO) ernannt, im selben Jahr wurde er von der ghanaischen Regierung zum Vorsitzenden der Untersuchungskommission zur Schaffung neuer Regionen ernannt.